# Gone Troppo
Gone Troppo je desáté sólové studiové album anglického hudebníka George Harrisona. Vydáno bylo v listopadu roku 1982 společností Dark Horse Records. Jeho producenty byli spolu s Harrisonem Ray Cooper a Phil McDonald. Autorem obalu desky byl Legs Larry Smith. V hitparádě Billboard 200 se umístila na 108. příčce.

## Seznam skladeb
Autorem všech skladeb je George Harrison, pokud není uvedeno jinak.
1. „Wake Up My Love“ – 3:34
2. „That's the Way It Goes“ – 3:34
3. „I Really Love You“ (Leroy Swearingen) – 2:54
4. „Greece“ – 3:58
5. „Gone Troppo“ – 4:25
6. „Mystical One“ – 3:42
7. „Unknown Delight“ – 4:16
8. „Baby Don't Run Away“ – 4:01
9. „Dream Away“ – 4:29
10. „Circles“ – 3:46

## Obsazení
- George Harrison – zpěv, kytara, syntezátor, baskytara, mandolína, marimba, jaltarang, doprovodné vokály
- Ray Cooper – perkuse, marimba, zvonkohra, elektrické piano, zvukové efekty
- Mike Moran – klávesy, syntezátor, klavír
- Henry Spinetti – bicí
- Herbie Flowers – baskytara
- Billy Preston – varhany, klavír, klávesy, syntezátor, doprovodné vokály
- Jim Keltner – perkuse, bicí
- Joe Brown – mandolína, doprovodné vokály
- Dave Mattacks – bicí
- Alan Jones – baskytara
- Neil Larsen – klavír
- Gary Brooker – syntezátor
- Willie Weeks – baskytara
- Jon Lord – syntezátor
- Willie Greene – doprovodné vokály
- Bobby King – doprovodné vokály
- Vicki Brown – doprovodné vokály
- Pico Pena – doprovodné vokály
- Syreeta – doprovodné vokály
- Sarah Ricor – doprovodné vokály
- Rodina Sloan – doprovodné vokály